# Европско првенство у рвању 2010.
62. Европско првенство у рвању 2010. одржано је у Бакуу, главном граду Азербејџана од 12 до 18. априла. Такмичење је одржано у Спортско-концентром центру који носи име Хејдара Алијева. На Првенству се такмичило рвању грчко-римском и слободним стилу за мушкаце и слободном стилу за жене. У све три категорије такмичило се у седам дисциплина.
Због спора између Азербејџана и Јерменије око Нагорно-Карабаха, Јерменија није учествовала на првенству, плашећи се за безбедност својих спортиста.

## Сатница такмичења
- Понедељак, 12.04.2010
  - 17:30 - 19:00 час: Вагање/медицинска контрола категорија 55-66-84-120 кг слободни стил
- Уторак, 13.04.2010
  - 13:00 - 19:00 час: Квалификације - и следећа кола категорија 55-66-84-120 кг слободни стил
  - 17:30 - 19:00 час: Вагање/медицинска контрола категорија 60-74-96 кг слободни стил
  - 19:00 - 19:30 час: Свечано отварање
  - 19:30 - 21:30 час: Финале категорија 55-66-84-120 кг слободни стил
- Среда, 14.04.2010
  - 13:00 - 19:00 час: Квалификације - и следећа кола категорија 60-74-96 кг слободни стил
  - 17:30 - 19:00 час: Вагање/медицинска контрола категорија 51-59-67 кг жене
  - 19:30 - 21:30 час: Финале категорија 60-74-96 кг слободни стил
- Четвртак, 15.04.2010
  - 13:00 - 19:00 час: Квалификације - и следећа кола категорија 51-59-67 кг жене
  - 17:30 - 19:00 час: Вагање/медицинска контрола категорија 48-55-63-72 кг жене
  - 19:30 - 21:30 час: Финале категорија 51-59-67 кг жене
- Петак, 16.04.2010
  - 13:00 - 19:00 час: Квалификације - и следећа кола категорија 48-55-63-72 кг жене
  - 17:30 - 19:00 час: Вагање/медицинска контрола категорија 55-60-66-74 кг грчко-римски стил
  - 19:30 - 21:30 час: Финале категорија 48-55-63-72 кг жене
- Субота, 17.04.2010
  - 13:00 - 19:00 час: Квалификације - и следећа кола категорија 55-60-66-74 кг грчко-римски стил
  - 17:30 - 19:00 час: Вагање/медицинска контрола категорија 84-96-120 кг грчко-римски стил
  - 19:30 - 21:30 час: Финале категорија 55-60-66-74 кг грчко-римски стил
- Недеља, 18.04.2010
  - 13:00 - 19:00 час: Квалификације - и следећа кола категорија 84-96-120 кг грчко-римски стил
  - 19:30 - 21:30 час: Финале категорија 84-96-120 кг грчко-римски стил

## Освајачи медаља

### Грчко-римски стил
| Категорија       | Злато              | Сребро              | Бронза              |
| до 55 кг детаљи  | Елчин Алијев       | Назир Манкијев      | Вугар Рагимов       |
| до 55 кг детаљи  | Елчин Алијев       | Назир Манкијев      | Петар Модош         |
| до 60 кг детаљи  | Хасан Алијев       | Константин Балицкиј | Заур Курамагомедов  |
| до 60 кг детаљи  | Хасан Алијев       | Константин Балицкиј | Тонимир Сокол       |
| до 66 кг детаљи  | Амбако Вачадзе     | Јон Панаит          | Стив Гено           |
| до 66 кг детаљи  | Амбако Вачадзе     | Јон Панаит          | Тамаш Леринц        |
| до 74 кг детаљи  | Александар Кикинов | Елвин Мурсалијев    | Дмитро Пишков       |
| до 74 кг детаљи  | Александар Кикинов | Елвин Мурсалијев    | Петер Бачи          |
| до 84 кг детаљи  | Назми Авлука       | Алексеј Мишин       | Мелонен Нумонви     |
| до 84 кг детаљи  | Назми Авлука       | Алексеј Мишин       | Јан Фишер           |
| до 96 кг детаљи  | Асланбек Хушов     | Тимофеј Дејниченко  | Сосо Џабидзе        |
| до 96 кг детаљи  | Асланбек Хушов     | Тимофеј Дејниченко  | Џенк Илдем          |
| до 120 кг детаљи | Риза Калајап       | Радомир Петковић    | Јохан Еурен         |
| до 120 кг детаљи | Риза Калајап       | Радомир Петковић    | Миндаугас Мизгаитис |

### Слободни стил - мушкарци
| Категорија | Злато            | Сребро              | Бронза                   |
| до 55 кг   | Махмуд Магомедов | Радослав Великов    | Марсел Евалд             |
| до 55 кг   | Махмуд Магомедов | Радослав Великов    | Виктор Лебедев           |
| до 60 kg   | Опан Сат         | Малхаз Заркуа       | Андреј Перепелица        |
| до 60 kg   | Опан Сат         | Малхаз Заркуа       | Василиј Федоришин        |
| 66 кг      | Џабраил Хасанов  | Магомедмурад Гаџиев | Отар Тушишвили           |
| 66 кг      | Џабраил Хасанов  | Магомедмурад Гаџиев | Адам Соберај             |
| 74 kg      | Денис Царгуш     | Кирил Терзијев      | Чамсулвара Чамсулварајев |
| 74 kg      | Денис Царгуш     | Кирил Терзијев      | Батухан Демирчин         |
| до 84 кг   | Анзор Уришев     | Шариф Шарифов       | Stefan Gheorghita        |
| до 84 кг   | Анзор Уришев     | Шариф Шарифов       | Михаил Ганев             |
| до 96 кг   | Кетаг Газјумов   | Георге Гогшелидзе   | Серхат Балчи             |
| до 96 кг   | Кетаг Газјумов   | Георге Гогшелидзе   | Алексеј Дубко            |
| до 120 кг  | Билал Махов      | Фатих Чакироглу     | Алексеј Шемаров          |
| до 120 кг  | Билал Махов      | Фатих Чакироглу     | Димитар Кумчев           |

### Слободни стил - жене
| Категорија | Злато                 | Сребро                    | Бронза               |
| до 48 кг   | Lorissa Oorzhak       | Yana Stadnik              | Melanie Lesaffre     |
| до 48 кг   | Lorissa Oorzhak       | Yana Stadnik              | Ивона Матковска      |
| до 51 кг   | Софија Матсон         | Естера Добре              | Олександра Кохут     |
| до 51 кг   | Софија Матсон         | Естера Добре              | Alexandra Engelhardt |
| до 55 кг   | Анастасија Григорјева | Natalia Golts             | Agata Pietrzyk       |
| до 55 кг   | Анастасија Григорјева | Natalia Golts             | Ana Paval            |
| до 59 кг   | Sona Ahmadli          | Taybe Yusein              | Meryem Seloum Fatah  |
| до 59 кг   | Sona Ahmadli          | Taybe Yusein              | Marianna Sastin      |
| до 63 кг   | Lubov Volosova        | Audrey Prieto-Bokhashvili | Yuliya Ostaptschuk   |
| до 63 кг   | Lubov Volosova        | Audrey Prieto-Bokhashvili | Елина Васева         |
| до 67 кг   | Nadya Sementsova      | Катарина Бурмистрова      | Алена Кардашова      |
| до 67 кг   | Nadya Sementsova      | Катарина Бурмистрова      | Iryna Tsyrkevich     |
| до 72 кг   | Станка Златева        | Јекатерина Букина         | Ема Веберг           |
| до 72 кг   | Станка Златева        | Јекатерина Букина         | Maider Unda          |

## Биланс медаља
| Ранг | Држава               | Злато | Сребро | Бронза | Укупно |
| 1    | Русија               | 8     | 5      | 3      | 16     |
| 2    | Азербејџан           | 7     | 2      | 1      | 10     |
| 3    | Турска               | 2     | 1      | 3      | 6      |
| 4    | Бугарска             | 1     | 3      | 3      | 7      |
| 5    | Белорусија           | 1     | 1      | 3      | 5      |
| 6    | Шведска              | 1     | 0      | 2      | 3      |
| 7    | Летонија             | 1     | 0      | 0      | 1      |
| 8    | Украјина             | 0     | 2      | 5      | 7      |
| 9    | Грузија              | 0     | 2      | 2      | 4      |
| 9    | Румунија             | 0     | 2      | 2      | 4      |
| 11   | Француска            | 0     | 1      | 4      | 5      |
| 12   | Србија               | 0     | 1      | 0      | 1      |
| 12   | Уједињено Краљевство | 0     | 1      | 0      | 1      |
| 14   | Мађарска             | 0     | 0      | 4      | 4      |
| 15   | Немачка              | 0     | 0      | 3      | 3      |
| 15   | Пољска               | 0     | 0      | 3      | 3      |
| 17   | Хрватска             | 0     | 0      | 1      | 1      |
| 17   | Литванија            | 0     | 0      | 1      | 1      |
| 17   | Молдавија            | 0     | 0      | 1      | 1      |
| 17   | Шпанија              | 0     | 0      | 1      | 1      |
|      | Укупно               | 21    | 21     | 42     | 84     |

## Табела успешности репрезентација
| Пласман | Слободни стил — мушкарци | Слободни стил — мушкарци | Грчко-римски стил — мушкарци | Грчко-римски стил — мушкарци | Слободни стил — жене | Слободни стил — жене |
| Пласман | Репрезентација           | Бодови                   | Репрезентација               | Бодови                       | Репрезентација       | Бодови               |
| ------- | ------------------------ | ------------------------ | ---------------------------- | ---------------------------- | -------------------- | -------------------- |
| 1       | Русија                   | 61                       | Русија                       | 52                           | Русија               | 52                   |
| 2       | Азербејџан               | 50                       | Турска                       | 38                           | Украјина             | 38                   |
| 3       | Бугарска                 | 42                       | Украјина                     | 38                           | Бугарска             | 34                   |
| 4       | Грузија                  | 34                       | Азербејџан                   | 31                           | Азербејџан           | 33                   |
| 5       | Турска                   | 34                       | Грузија                      | 27                           | Шведска              | 28                   |
| 6       | Украјина                 | 27                       | Белорусија                   | 26                           | Француска            | 28                   |
| 7       | Белорусија               | 23                       | Мађарска                     | 25                           | Пољска               | 28                   |
| 8       | Молдавија                | 21                       | Румунија                     | 19                           | Румунија             | 25                   |
| 9       | Пољска                   | 20                       | Хрватска                     | 17                           | Белорусија           | 19                   |
| 10      | Немачка                  | 16                       | Француска                    | 16                           | Турска               | 14                   |